# زبانه ساحلی

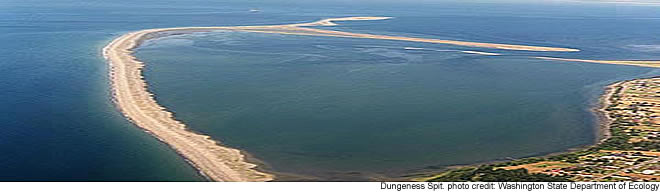
زبانه دانژنس، ساحل ایالات متحده آمریکا در اقیانوس آرام

زبانه ساحلی یا زبانه ماسه‌ای (انگلیسی: Spit) نوعی سد ساحلی رسوبی یا زمین‌چهر ساحلی است که در اطراف کرانه‌ها وجود دارد. زبانه ساحلی در جایی که بازگشت آب دریا در آنجا صورت می‌گیرد مانند دماغه خلیج‌ها توسط فرایندهای رانش کرانه‌راستا و جریان کرانه‌راستا تشکیل می‌شود. 

## زبانه‌های ساحلی در دنیا

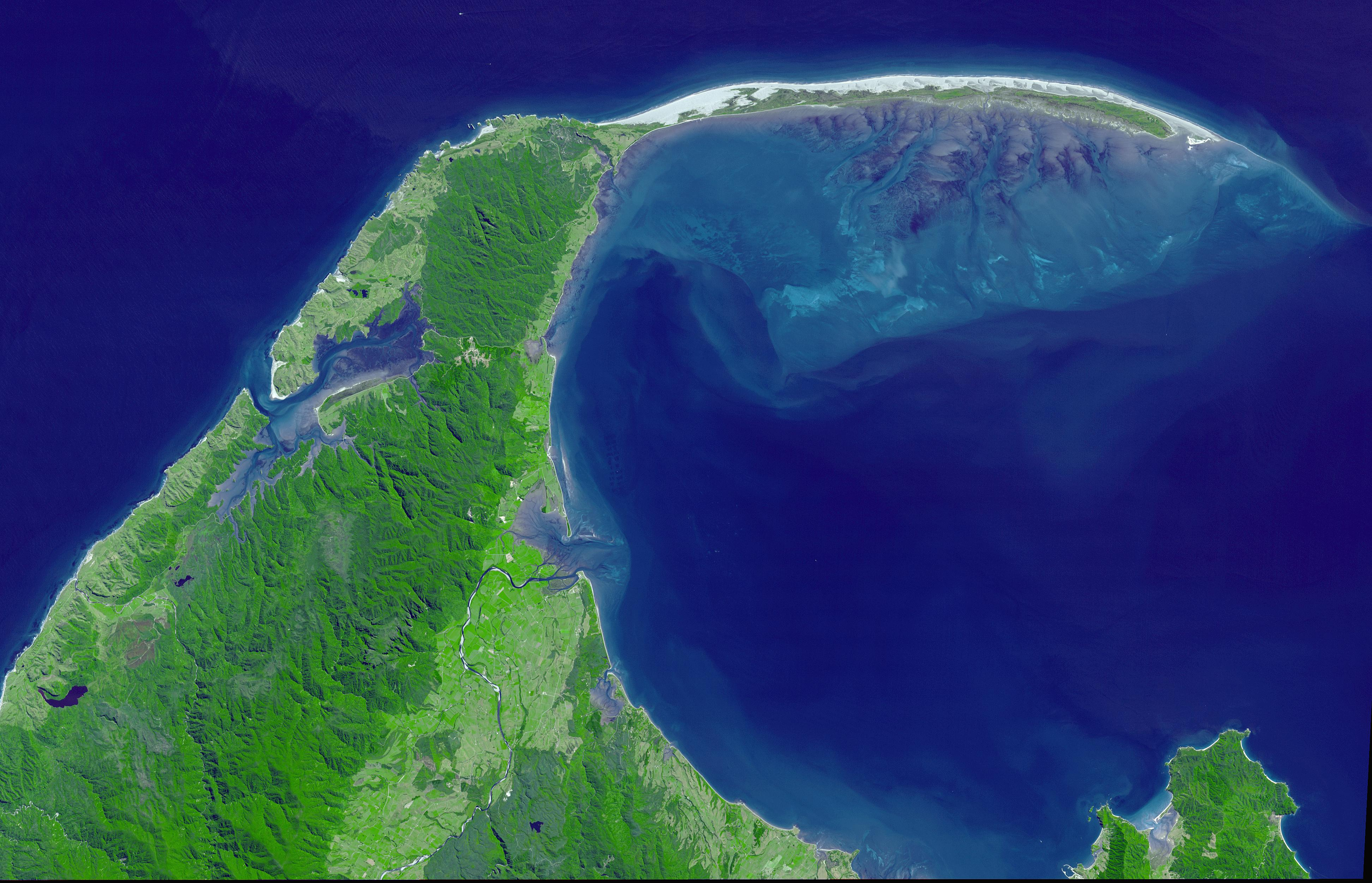
زبانه فیرول در جزیره جنوبی نیوزیلند

طولانی‌ترین زبانه ساحلی دنیا زبانه آرابات در دریای آزوف است که حدود ۱۱۰ کیلومتر طول دارد. زبانه فیرول در نیوزیلند با طول ۳۲ کیلومتر در گوشه شمال‌غربی جزیره جنوبی نیوزیلند قرار دارد. چنین تصور می‌شود که این زبانه ساحلی توسط بادها و جریان‌های هوایی قوی که ماسه‌های حاصل از فرسایش کوه‌های آلپ جنوبی را حمل کرده‌اند، پدید آمده است.